# 611587 Tseycum
611587 Tseycum è un asteroide della fascia principale esterna. Scoperto nel 2007, presenta un'orbita caratterizzata da un semiasse maggiore pari a 3,047083 UA e da un'eccentricità di 0,039379, inclinata di 8,645452° rispetto all'eclittica.
La Tseycum First Nation è una delle cinque tribù che compongono la Saanich Nation, situata sulla costa occidentale del Canada.